# Gregula
Gregula (lat. Puffinus yelkouan) je vrsta morske ptice iz porodice zovoja. Živi na području Mediterana. 
Duga je 30 – 38 cm, s rasponom krila 76 – 89 cm. Boja joj varira od tamnosmeđe do bijele.
U letu izgleda kao leteći križ držeći krila pod pravim kutom. Vrhovima krila gotovo dodiruje vodu. Na moru je tiha, ali noću, za vrijeme sezone parenja jako glasno gakće. 
Gnijezdi se na mediteranskim otocima i obalnim hridima. Prirodni neprijatelji su joj galebovi. Da bi se zaštitila od njih, gnijezdi se u jazbinama. Jako je društvena ptica, što se posebno vidi u jesen. 
Hrani se ribama i mekušcima. Zbog toga slijedi ribarske brodove i uzima odbačene riblje iznutrice.
Prije je bila smatrana podvrstom malog zovoja. Nakon prvog razdvajanja smatrana je nominativnom podvrstom više od desetak godina.

## Vanjske poveznice
|  | Zajednički poslužitelj ima još gradiva o temi Puffinus yelkouan |
|  | Wikivrste imaju podatke o taksonu Puffinus yelkouan             |